# Оханский уезд
Оха́нский уе́зд — административно-территориальная единица в составе Пермской губернии Российской Империи и РСФСР, существовавшая в 1781—1923 годах. Уездный город — Оханск.

## География
Оханский уезд располагался в юго-западной части Пермской губернии и занимал площадь 14 280,17 км² (256,05 кв. мили). Через всю территорию уезда, с юга на север проходит высокий горный кряж. Начинаясь в верховьях притока Камы, реки Сивы, кряж тянется к северу и далее по Соликамскому и Чердынскому уездам. Разветвляясь в пределах Оханского уезда, кряж этот отделяет от себя отдельные горы, которые, уклоняясь к востоку, достигают реки Камы, образуя её правый возвышенный берег; в общем, этот горный кряж служит водоразделом между притоками реки Камы. Из отдельных возвышенностей водораздела наиболее значительные: Слудка, Половинная, Большая, Змеевка, Кокуй и Монастырка; возвышенности эти, состоящие главным образом из слоистого известняка и глины, содержат железную и медную руду; почва всей площади уезда преимущественно глинистая. Будучи расположен по правой стороне реки Камы, Оханский уезд орошается исключительно правыми притоками этой реки. Река Кама на всем протяжении уезда отделяет его от Осинского и Пермского уездов и в пределах уезда вся судоходна. 9 пристаней: Бабкинская, Гольвянская, Кичижская, Нытвенская, Оханская, Рождественская, Таборская, Усть-Речинская и Частинская; общее количество товаров, грузящихся на этих пристанях — до 16 тыс. тонн (1 млн пуд.) на 1,5 млн р. Груз состоит, главным образом, из металлов, отправляемых с горных заводов, лесных изделий и льняного семени. Из притоков Камы наибольшее экономическое значение имеют Нытва, Очёр, Обва (принадлежит уезду только верхней частью) и Сива, отделяющая уезд от Вятской губернии. Озёр мало, они незначительны, зато много искусственных запруд по рекам, на которых расположены заводы; болота встречаются по течению рек Нытвы и Сырвы. Леса занимают до 60 % всей площади уезда, в том числе корабельные рощи — до 16,38 км² (1,5 тыс. дес.).

## История
Уезд образован 27 января 1781 года в составе Пермской области Пермского наместничества. С 12 декабря 1796 года в составе Пермской губернии, в него включена территория упразднённого Обвинского уезда.
3 ноября 1923 года уезд был ликвидирован, часть его территории вошла в состав Оханского района Пермского округа Уральской области.

## Население
К 1 января 1896 года население уезда составляло 276 986 человек (132 915 мужчин и 144 071 женщина). Из них дворян 169, духовного звания 385, почётных граждан и купцов 42, мещан 415, военного сословия 2 648, крестьян 273 313, прочих сословий 21; по вероисповеданию: православных 266 612, старообрядцев 10 014, католиков 110, протестантов 23, иудеев 16, прочих исповеданий 81. 380 сельских обществ, 9 участков земских начальников, 3 стана, 48 волостей, заключающих: 2 925 селений, 42 427 крестьянских дворов (в том числе 2 844 безземельных домохозяев).

## Административное деление
В 1913 году в состав уезда входило 46 волостей:
| - Андреевская — с. Андреевское (совр. с. Андреевка) - Бабкинская — с. Бабка - Беляевская — с. Беляевское (совр. с. Беляевка) - Бердышевская — с. Бердышево - Богдановская — д. Савина - Богомягковская — с. Богомягковское (совр. с. Богомягково Осинский район) - Больше-Сосновская — с. Больше-Сосновское - Бубинская — с. Бубинское (совр. с. Буб) - Верх-Очёрская — с. Очёрский завод - Вознесенская — с. Вознесенское - Воробьевская — с. Воробьевское (совр. с. Воробьи) - Григорьевская — с. Григорьевское - Дворецкая — с. Дворецкое (совр. с. Дворец) - Дубровская — с. Дубровское (совр. с. Дуброво) - Екатерининская — с. Екатерининское - Змиевская — с. Змиевское (совр. с. Змеевка) - Зюкайская — с. Зюкайское (совр. с. Зюкай) - Казанская — с. Казанское (совр. с. Казанка) - Карагайская — с. Карагайское - Кизвинская — с. Кизвинское (совр. с. Кизьва) - Кленовская — с. Кленовское (совр. с. Кленовка) - Мысовская — с. Мысы - Никольская — д. Новосёлы - Новопаинская — с. Новопаинское - Нытвинская — с. Нытвинский завод | - Острожская — с. Острожское (совр. с. Острожка) - Очёрская — с. Очёрский завод - Павловская — с. Павловский завод - Покровская — с. Покровское - Посадская — д. Пономаревка - Притыкинская — д. Притыка - Путинская — с. Путинское (совр. с. Путино) - Рождественская — с. Средне-Рождественский завод (совр. с. Ножовка) - Сепычевская — с. Сепычевское - Сивинская — с. Сива - Спешковская — с. Спешковское - Старо-Путинская — д. Заполье - Стряпунинская — с. Стряпунинское - Таборская — с. Таборы - Усть-Бубинская — с. Усть-Бубинское (совр. с. Усть-Буб) - Хохловская — с. Хохловский завод - Частинская — с. Частые - Черновская — с. Черновское - Чистопереволочная — с. Чистопереволочное - Шерьинская — с. Шерьинское - Шлыковская — с. Шлыки. |

## Экономика
Главным занятием жителей уезда были хлебопашество и льноводство. Засевалось: рожью 1 301,08 км² (119 088 дес.), пшеницей 137,87 км² (12 620 дес.), овсом 1 105,65 км² (101 200 дес.), ячменём 445,58 км² (40 784 дес.), полбой 1,05 км² (96 дес.), гречихой 58,45 км² (5 350 дес.), горохом 31,79 км² (2 910 дес.), картофелем 2,84 км² (260 дес.), льном 99,97 км² (9 150 дес.), коноплёй 2,19 км² (200 дес.). Средний сбор: ржи 76 185 тонн (4 650 982 пуд.), пшеницы 8 459 т. (516 442 пуд.), овса 65 201 т. (3 980 400 пуд.), картофеля 1 333 т. (81 400 пуд.), льняного семени 3 363 т. (205 300 пуд.) и волокна 1 514 т. (92 456 пуд.), конопляного семени 119 т. (7 264 пуд.) и волокна 71 т. (4 311 пуд.); в хорошем положении, благодаря обширным пастбищам и лугам, находилось скотоводство. В 1895 году насчитывалось: лошадей 73 870, рогатого скота 82 215, овец 75 356, коз 492, свиней 36 475. Из подсобных промыслов наиболее развита была выделка разных лесных изделий, которые сплавлялись по Каме; часть населения занимается на заводах и бурлачеством по Каме и Волге.
Горные заводы: казённый камский броневой завод, принадлежавший гр. Строганову Очёрский и Павловский, Нытвинский завод Камского акционерного общества. На заводах работало до 5 т. чел. и производилось до 1 млн разных металлических изделий.

## Местное самоуправление
Церквей 45, школ 220, земская больница, 3 врача, 10 фельдшеров. Земские сборы составили в 1895 году 176 610 р., земские расходы 168 214 р., в том числе на земское управление 13 605 р., на народное образование 37 580 р., на врачебную часть 50 475 р. Ярмарок в уезде было до 35, с оборотом до 1,5 млн р.; все они незначительны, за исключением Крещенской ярмарки в селе Сосново, обороты которой превышали 100 тыс. р.

## Известные жители
В селе Путино родились братья Макушины:
- Макушин, Пётр Иванович (1844—1926) — видный деятель народного просвещения в Сибири, основатель первой в Томске публичной библиотеки, первого в Сибири книжного магазина, один из инициаторов создания первого в Сибири университета.
- Макушин, Алексей Иванович (1856—1927) — врач, депутат Государственной думы I созыва от Томской губернии.